# Zelfkastijding

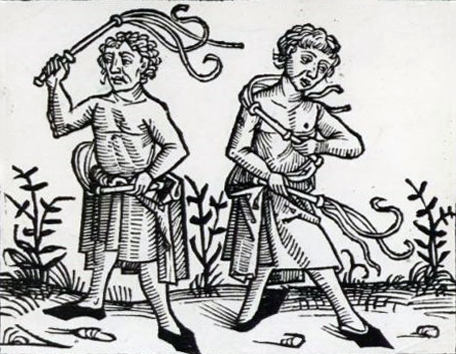
Middeleeuwse tekening van zelfkastijding

Zelfkastijding is het zichzelf pijn doen. Dit wordt vaak gedaan uit religieuze overtuiging, als onderdeel van de ascese. Als het plaatsvindt in een rollenspel, heet het BDSM. Het heeft dan een seksuele dimensie en niet heiligend karakter, dat verandert de daad in religieuze zin tot zonde en verheerlijking van pijn.
De Rooms-Katholieke Kerk kent het cilicium; dit kan een ruwharen kleed zijn, een zogenoemd boetekleed maar ook een band van metalen ringen, voorzien van haakjes die naar binnen gekeerd zijn. Deze band wordt om het bovenbeen of een ander lichaamsdeel gedaan en veroorzaakt pijn. Deze pijn is een manier om zich te verenigen en mee te lijden met Jezus, het is een soort boetedoening voor de kruisiging van Jezus. Daarnaast is er de gesel waarmee men zichzelf op de rug kan kastijden, dit wordt ook wel in de Islam gebruikt.
In sommige landen (vaak de Latijns-Amerikaanse) komt het voor, dat men de kruisloop naar de berg Golgotha naloopt met een kruis en een doornenkroon op het hoofd. Hierbij vloeit ook echt bloed. Sommigen gaan, ondanks dat deze praktijk door de Kerk wordt afgewezen, zelfs zover dat ze zich daadwerkelijk aan een kruis laten slaan zonder dat dit de dood tot gevolg heeft overigens. Meelopers in deze tocht, kastijden zichzelf vaak tot bloedens toe met gesels. Ze worden wel flagellanten genoemd.
Er zijn mensen die zichzelf pijnigen zonder dat dat het een religieuze basis heeft. Het is dan vaak het gevolg van psychische problematiek. Door zichzelf pijn te doen, probeert men meer grip te krijgen op gevoelens. Er kan sprake zijn van automutilatie. Zolang dit geen gevolgen heeft voor het dagelijks functioneren is er volgens het handboek voor psychiatrische diagnostiek, DSM-5, geen psychiatrische stoornis.

## Paus Johannes Paulus II
Paus Johannes Paulus II geselde zich bij tijd en wijle. Dit verklaart de Poolse zuster Tobiana Sobodka in het boek Santo subito (2009) van de Italiaanse vaticanist Andrea Tornielli. In 2014 is Paus Johannes Paulus II heilig verklaard. Hieraan voorafgaand kwam de Congregatie voor de Heiligverklaringen tot de conclusie dat hij de christelijke deugden op heldhaftige wijze heeft beoefend. Het dossier met betrekking tot de heiligverklaring bevat volgens Tornielli ook getuigenissen over zelfkastijding.
De door deze paus gesteunde organisatie Opus Dei beoefent onder de celibataire leden gewoonlijk ook zelfkastijding. Dit gebeurt met de gesel of het cilicium - of door te slapen op de grond of op een plank.